# Danilo Gallinari

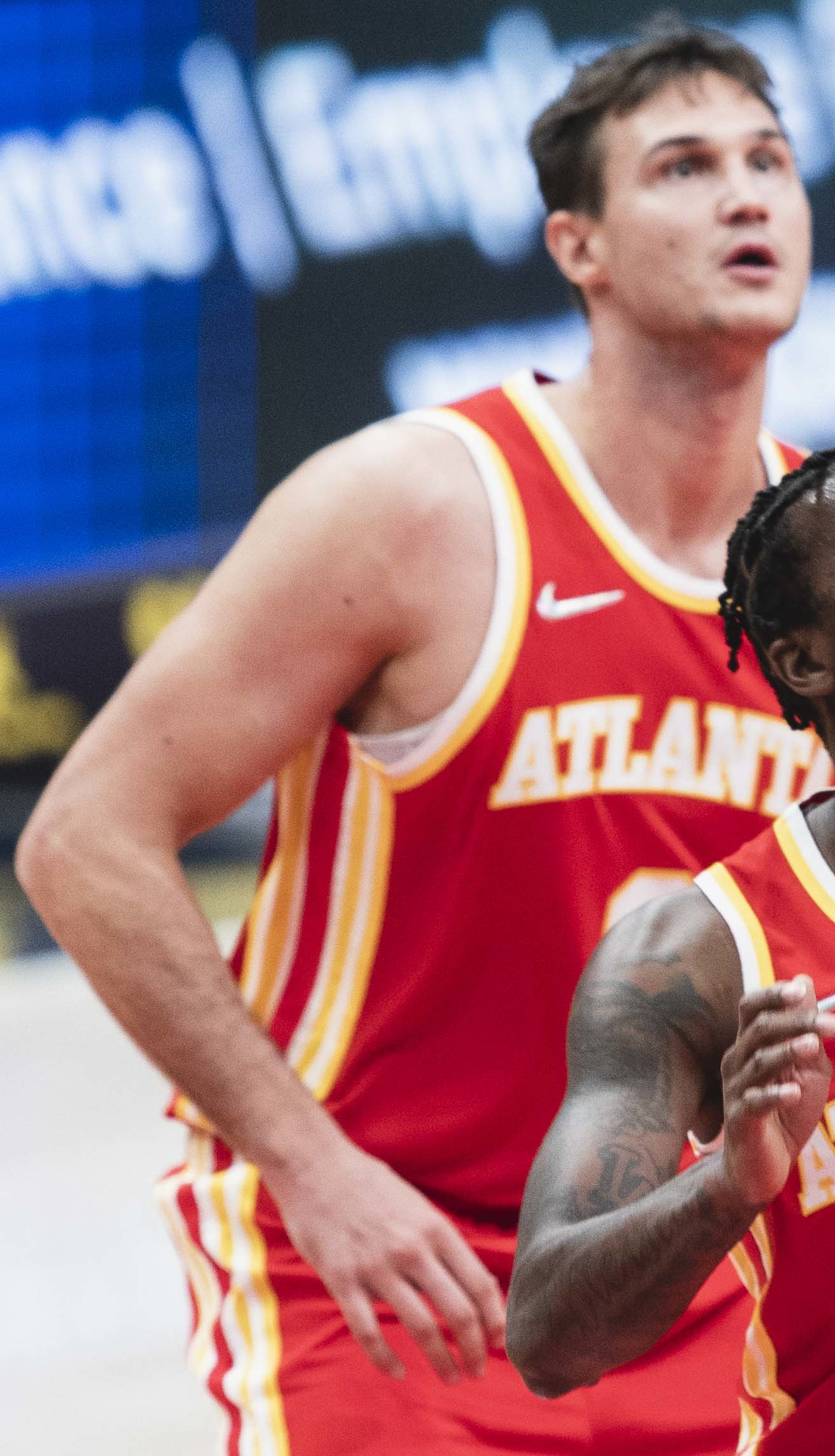
Danilo Gallinari, 2021.

Danilo Gallinari, född 8 augusti 1988 i Sant'Angelo Lodigiano, är en italiensk professionell basketspelare (PF/SF) som spelar för Detroit Pistons i National Basketball Association (NBA). Han har tidigare spelat bland annat för New York Knicks, Denver Nuggets, Los Angeles Clippers, Oklahoma City Thunder, Atlanta Hawks och Washington Wizards.
Gallinari draftades av New York Knicks i första rundan i 2008 års draft som sjätte spelare totalt.